# Teroemot
Teroemot (Hebreeuws: תרומות, letterlijk heffingen) is het zesde traktaat (masechet) van de Orde Zeraïem (Seder Zeraïem) van de Misjna en de Talmoed. Het beslaat elf hoofdstukken.
Het traktaat behandelt de heffingen die men verplicht was aan de kohaniem (priesters) af te staan. De verplichting wordt in de Thora beschreven in Numeri 18:8 en volgende en Deuteronomium 18:4.
Teroemot bevat alleen Gemara (rabbijns commentaar op de Misjna) in de Jeruzalemse Talmoed, bestaande uit 59 folia en komt aldus in de Babylonische Talmoed niet voor.